# Sanchiqueo
Sanchiqueo är en ort i Mexiko.   Den ligger i kommunen Huetamo och delstaten Michoacán de Ocampo, i den södra delen av landet, 230 km väster om huvudstaden Mexico City. Sanchiqueo ligger 523 meter över havet och antalet invånare är 122.
Terrängen runt Sanchiqueo är kuperad. Runt Sanchiqueo är det ganska glesbefolkat, med 23 invånare per kvadratkilometer. Närmaste större samhälle är Baztán del Cobre, 7,1 km öster om Sanchiqueo. I omgivningarna runt Sanchiqueo växer huvudsakligen savannskog.